# Arlequim

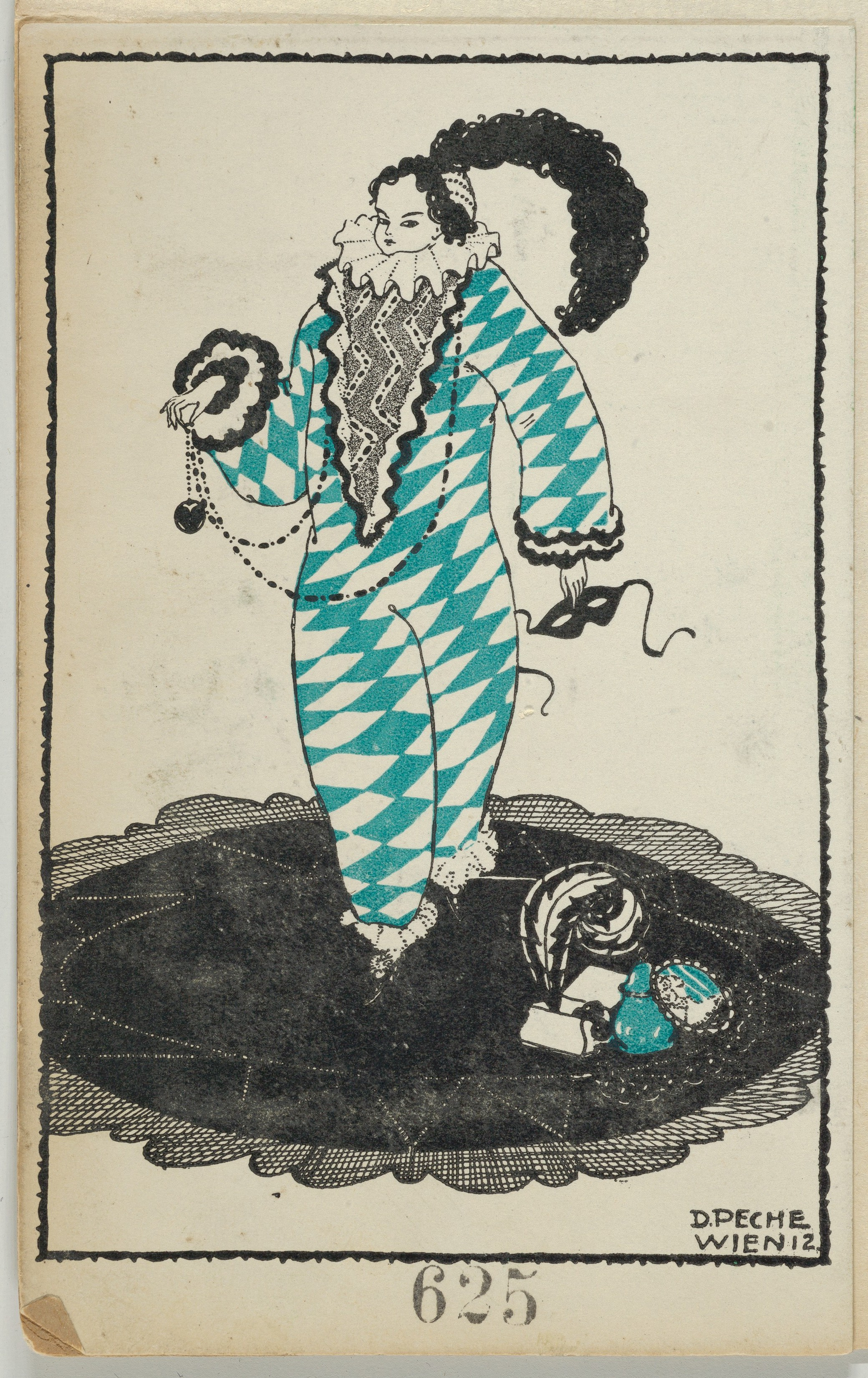

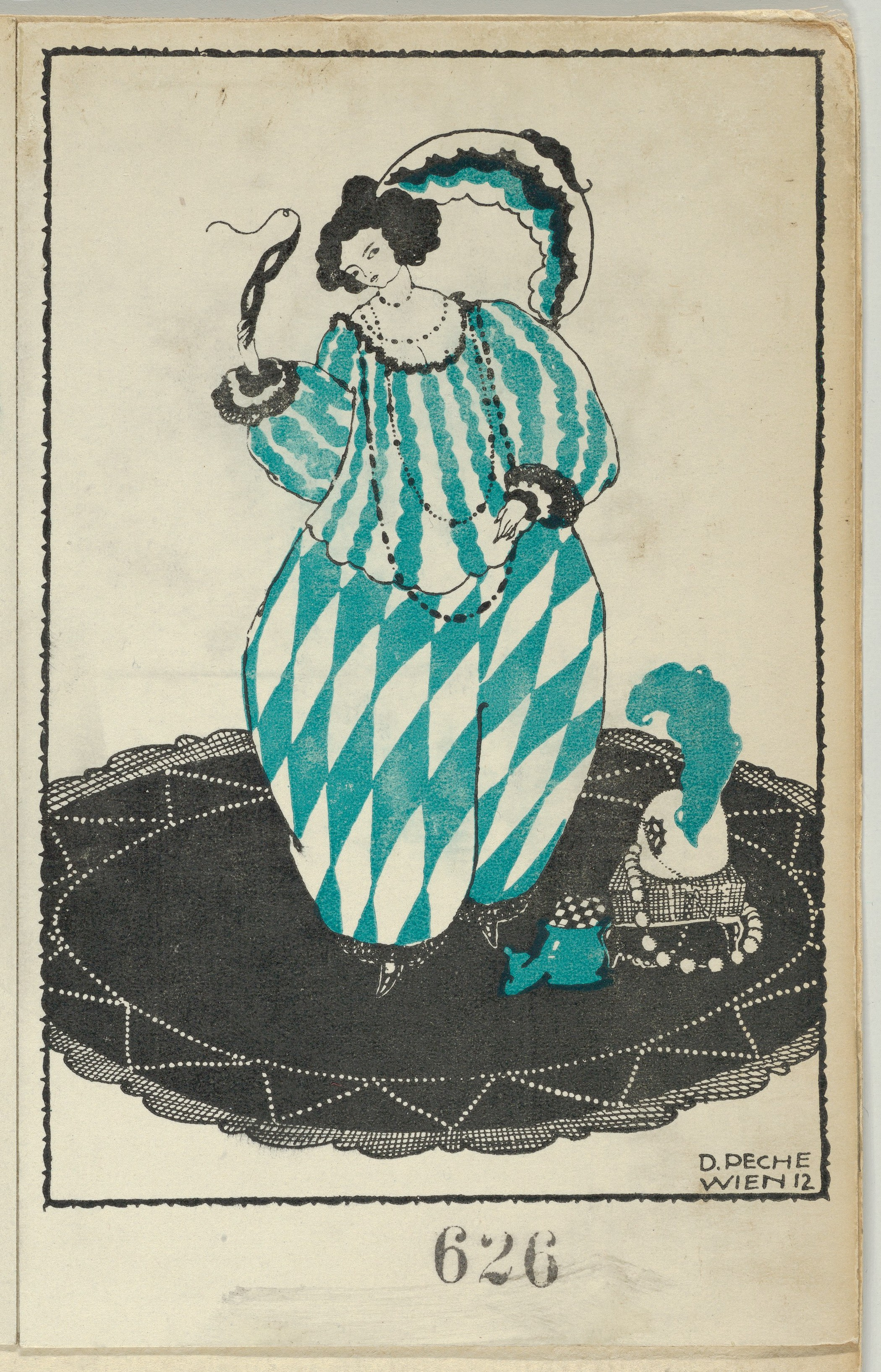

O arlequim (em italiano:  Arlecchino) é um personagem da Commedia dell'arte, cuja função no início se restringia a divertir o público durante os intervalos dos espetáculos. Sua importância foi gradativamente afirmando-se e o seu traje, feito de retalhos multicoloridos geralmente em forma de losango, mais ainda o destacava em cena. Na Commedia dell'arte, forma de teatro popular italiana que também disseminou a personagem pelo mundo, o Arlequim seduz e "rouba" a Colombina do Pierrot.
Existe contudo, ainda, uma versão igualmente famosa, com origem napolitana no Polichinelo.

## Picasso
A imagem do arlequim repete-se ao longo do trabalho de Picasso desde 1901 e especialmente desde 1905, quando quase se tornou o protagonista do assim chamado período rosa. Parece indiscutível que esse caráter da Commedia del arte, como ocorreria nos anos 30 com o minotauro, tornou-se o "alter ego" do artista de Málaga. Os especialistas de Picasso queriam ler em arlequim uma testemunha da comédia humana; um iniciado que procura transgredir e transcender as limitações do homem terreno. Em 1915, Picasso fez uma série de investigações em torno do arlequim, cuja culminação, de acordo com as palavras do artista, era o Arlequim, propriedade do MoMA de Nova York . Outras pinturas famosas são: o pensativo arlequim (1901) do período azul, o tenro Arlequim de 1917, ou o retrato de seu filho Paulo, Arlequim (1924).

## No Brasil
Arlequim foi um personagem disseminado no Brasil principalmente através dos blocos carnavalescos de rua. O carnaval nordestino principalmente na Bahia e Pernambuco, soube transferir o fenótipo típico do bobo-da-corte para o artista brasileiro, malandro brincalhão cujas peripécias e aventuras sempre acabam prejudicando as pessoas que se relacionam com ele e, vez ou outra, resultam em lições de moral. No Carnaval, o arlequim procura pelas ruas encontrar seu par, Colombina.

## Notoriedade
No folclore, o Arlequim anda invisível ou bem escondido entre as pessoas nas ruas agitadas, pode ser visto somente de relances pelos idosos, pelas damas novas e de boa educação e pelas crianças. Esses momentos tipicamente são quando o Arlequim está roubando pirulitos, balas, fumo, doces e coisas preciosas, para depois geralmente escondê-los das crianças. O Arlequim não gosta de insetos, de homens que usem bigode e de autoridades policiais. Dos quadrinhos ao cinema pode-se mencionar a Arlequina, inimiga de Batman e capanga de Coringa, sendo esta uma versão pervertida do enigmático Sr. Quin de Agatha Christie.